# Eduard Bargheer
Eduard Bargheer (* 25. Dezember 1901 in Finkenwerder, Hamburg; † 1. Juli 1979 in Blankenese, Hamburg) war ein deutscher Maler und Graphiker. In seiner frühen Phase stand er dem Expressionismus nahe.

## Leben
Eduard Bargheer wurde 1901 als Sohn des Volksschullehrers Adolph Otto August Bargheer geboren. Er wuchs mit dem älteren Bruder Ernst Bargheer (Pädagoge und später Volkskundler) sowie fünf Schwestern auf. 1914 starb der Vater und 1919 die Mutter. Ernst Bargheer, damals 24 Jahre alt und gerade erst zurückgekehrt aus dem Ersten Weltkrieg, übernahm die Vormundschaft für seine jüngeren Geschwister und drängte Eduard in eine Volksschullehrerausbildung. In diesen Jahren begann Eduard Bargheer seine künstlerische Ausbildung an der Kunstgewerbeschule Hamburg-Lerchenfeld, aber ebenso im Selbststudium, das er lebenslang fortsetzte. 1924 entzweiten sich die Brüder Ernst und Eduard. Er setzte seinen Berufswunsch des freien Malers durch.

### Reisen
1925 reiste Eduard Bargheer erstmals nach Italien und hielt sich für längere Zeit in Florenz auf. Die tiefe Zuneigung zu Italien und seiner Kultur wurde zu einem lebensprägenden Thema. 1926 und 1927 folgten ausgedehnte Reisen nach Paris. 1928 baute Bargheer ein Atelier für sich am Westerdeich in Finkenwerder. Die Freundschaft mit der Malerin Gretchen Wohlwill (1878–1962) begann 1927 und führte zu einem lebenslangen kollegialen Austausch, der durch die Emigration von Wohlwill unterbrochen wurde. Bis etwa Mitte der 1930er Jahre unternahmen sie gemeinsame Studienreisen nach Holland, Belgien, England, Italien und Paris sowie nach Dänemark. Durch Wohlwills Fürsprache wurde Bargheer 1928 Mitglied in der Künstlervereinigung Hamburgische Sezession. In diese Zeit fallen auch die intensiven Kontakte mit den Kreisen um die Kunsthistoriker Aby Warburg und Erwin Panofsky. 1932/1933 nutzte Bargheer ein Stipendium der Stadt Hamburg für einen mehrmonatigen Paris-Aufenthalt, während dessen er sich mit dem Panofsky-Schüler Ludwig Heinrich Heydenreich anfreundete.

### Aufenthalt in Italien während der Zeit des Nationalsozialismus
1933 löste sich die „Hamburger Sezession“ aus eigenen Stücken auf, weil sie ihre jüdischen Mitglieder nicht – wie von den Nationalsozialisten gefordert – ausschließen wollte. 1935 begegnete Bargheer Paul Klee in der Schweiz. Im gleichen Jahr erwarb er eine kleine Fischerkate am Süllberg in Hamburg, die bis heute das Bargheer-Haus (nicht zu verwechseln mit dem Bargheer-Museum im Jenischpark!) beherbergt.
1937 wurden in der NS-Aktion „Entartete Kunst“ zwei seiner Aquarelle und zehn Druckgrafiken aus der Hamburger Kunsthalle beschlagnahmt und zerstört.
Im Jahr 1939 ging Bargheer ins Exil. Der Leiter des Kunsthistorischen Instituts in Florenz Friedrich Kriegbaum verschaffte ihm den Auftrag, Rekonstruktionszeichnungen der Medici-Gräber von Michelangelo zu erstellen. In den Jahren 1942 bis 1944 war er Dolmetscher bei einer deutsch-italienischen Kriegsmarine-Werft in La Spezia. Im Jahr 1944 erhielt er Kirchenasyl in den Boboli-Gärten in Florenz. Nach der Befreiung von Florenz erteilten ihm die Amerikaner eine Aufenthaltsgenehmigung.

### Zeit nach dem Zweiten Weltkrieg

Bargheers Glasmosaik Sport wurde 1962 in den Werkstätten August Wagner gefertigt. Es steht in Hannover neben dem Südeingang der HDI-Arena.

Im Jahr 1947 verlegte er seinen Wohnsitz nach Forio d’Ischia in Ischia. 1948 wurde er Ehrenbürger des Ortes, 1951 erhielt er zusätzlich zu seiner deutschen die italienische Staatsangehörigkeit. Im Jahr 1954 konnte er wieder in sein Haus in Hamburg-Blankenese einziehen. Er verbrachte nun Frühjahr, Sommer und Herbst in Ischia und den Winter in Hamburg-Blankenese.
Im Jahr 1955 war Eduard Bargheer Teilnehmer der documenta 1 in Kassel und der dritten Biennale von São Paulo, 1959 an der documenta II. Im Jahr 1962/1963 schuf er in den Werkstätten August Wagner in Berlin das große Glasmosaik Sport, das am Südeingang der HDI-Arena in Hannover steht.

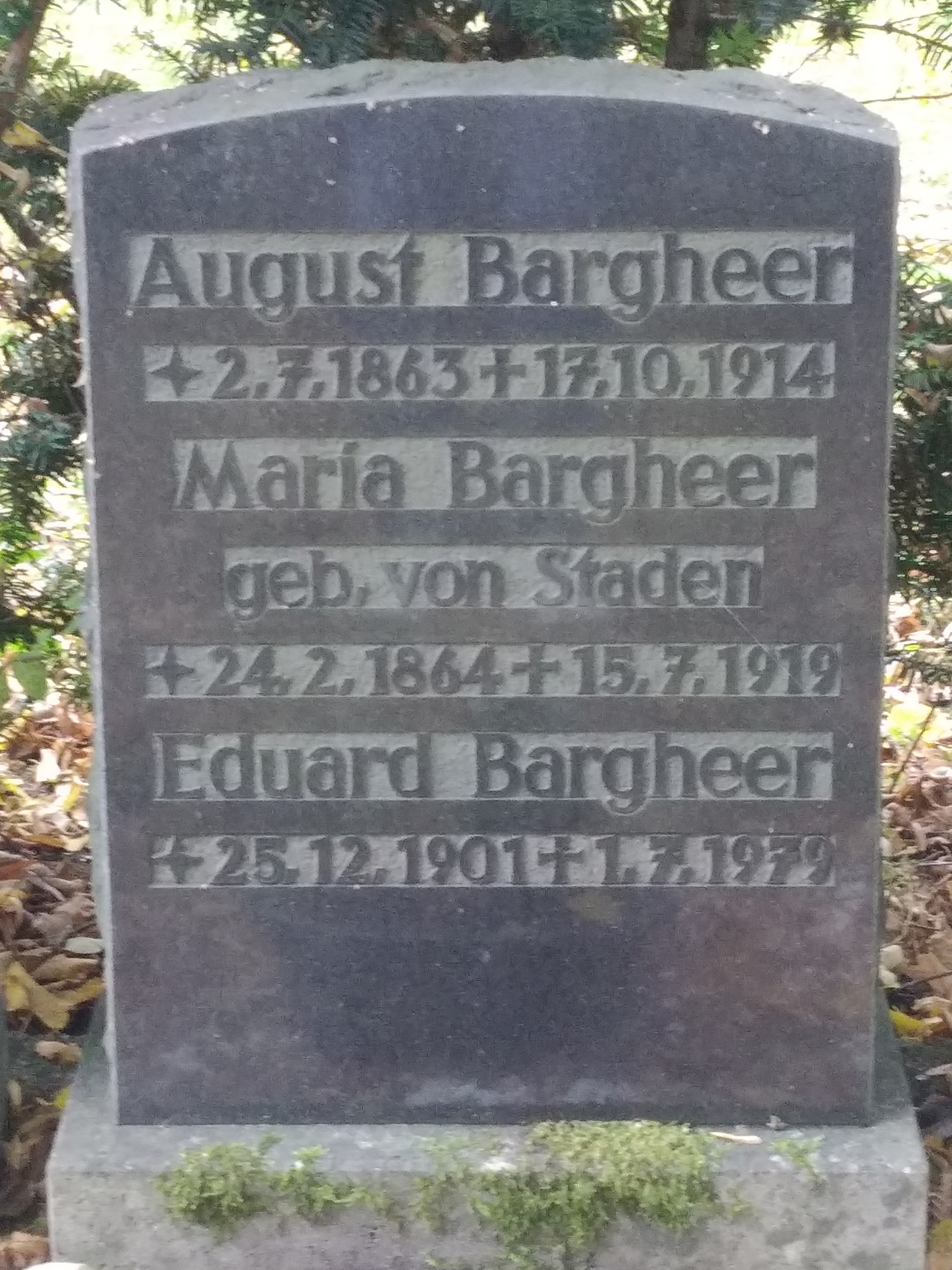
Das Grab von Eduard Bargheer auf dem Alten Friedhof Finkenwerder

Im Jahr 1957 wurde er Gastdozent an der Hochschule für Bildende Künste Hamburg, 1958 Mitglied der Accademia Tiberina in Rom. Von 1963 bis 1965 hatte er eine Professur an der Hochschule der Künste Berlin.
In den 1960er-Jahren bereiste er Afrika: Tunesien 1960, Marokko 1961, Ägypten 1961/1962 und Senegal 1966, 1968.
Am 1. Juli 1979 starb Bargheer in seinem Haus in Hamburg-Blankenese. Er fand seine letzte Ruhestätte in Finkenwerder auf dem Alten Friedhof am Norderkirchenweg im Grab seiner Eltern.

## Künstlerische Einordnung
Eduard Bargheer ist heute vor allem für seine lichten, oft mosaikartig gebauten Aquarelle der 1950er Jahre bekannt. In seiner abstrahierenden Bildgestaltung werden elementare Formzeichen zu Symbolen einer gesehenen und reflektierten Wirklichkeit. Die gewebeartige Struktur der Arbeiten soll das formale Beziehungsgeflecht der Gegenstandswelt sichtbar machen. Der Raum wird nicht mehr wie noch im Expressionismus gegenständlich behandelt, sondern der Raumeindruck wird durch die Wirkung von Farbe und Licht auf der Bildfläche erzeugt. Bei seinem Streben nach Harmonie halten sich in Bargheers Werk lineare und flächige Gestaltung die Waage.
Bargheers Hamburger Frühwerk stand noch im Zeichen eines von Edvard Munch beeinflussten Stils, den die Künstlervereinigung Hamburgische Sezession ausgebildet hatte, der er ab 1929 angehörte.
In seinen Bildern der 1930er Jahre reagierte der Künstler zunehmend auch auf die bedrängenden politischen Verhältnisse, die ihn 1939 veranlassten, Zuflucht in Italien zu suchen. Eine zeitbezogene Metaphorik bestimmt in dieser Werkphase oft seine Motive. Diese Bilder sind als wichtige Zeitdokumente zu werten.
Gegenüber der Lebendigkeit der Aquarelle wirken die Ölgemälde formal strenger gebaut und monumentaler. Auch in der weniger spontan ausführbaren Ölmalerei gelingt es Bargheer, eine Harmonie von Farbe und Licht zu erzielen. Für ihn selbst stellten die Ölbilder die Krönung seines Schaffens dar. Er sagte es so: „Ich habe das Aquarell immer geduzt, und zum Öl habe ich immer respektvoll ‚Sie‘ gesagt.“
Grundlage für seine Aquarelle und Öle sind Skizzen und Handzeichnungen in verschiedener Technik, vor allem Rohrfederzeichnungen. Dieser Werkkomplex wurde bisher kaum systematisch bearbeitet und publiziert.
Parallel zu den anderen Techniken entstand ein umfangreiches im Werkverzeichnis von Detlev Rosenbach dokumentiertes druckgraphisches Werk. Vor allem in der Kombination von Kaltnadelradierung und Aquatinta-Technik erzielte Bargheer eine hohe Meisterschaft. Er schuf Arbeiten, die in ihrer Wirkung den Aquarellen sehr nahekommen.
Der Künstler hat auch große Auftragswerke für den öffentlichen Raum geschaffen, vor allem Glasmosaiken, die in Roland Jaegers Publikation Malerei in Glas und Stein – Das Mosaikschaffen von Eduard Bargheer. Baugebundene Kunstwerke in Hamburg, Hannover und Forio d’Ischia. gewürdigt werden.

## Werke (Auswahl)
Der Nachlass umfasst etwa 200 Ölbilder, 1000 Aquarelle, 400 Grafiken und Zeichnungen.
- 1932: Die Ankunft der Harmonie, Öl auf Leinwand. Eduard Bargheer Nachlass, Hamburg
- 1936: Winterlandschaft, Öl auf Leinwand. Eduard Bargheer Nachlass, Hamburg
- 1939: Ruderer. Eduard Bargheer Nachlass, Hamburg

## Ausstellungen (Auswahl)
- 30. September 2017–3. April 2018: Eduard Bargheer, Die Ankunft der Harmonie. Bargheer Museum Hamburg, Jenischpark
- 1995: Galerie Roswitha Haftmann Modern Art, Zürich[15]
- 1988: Galerie Roswitha Haftmann Modern Art, Zürich[16]

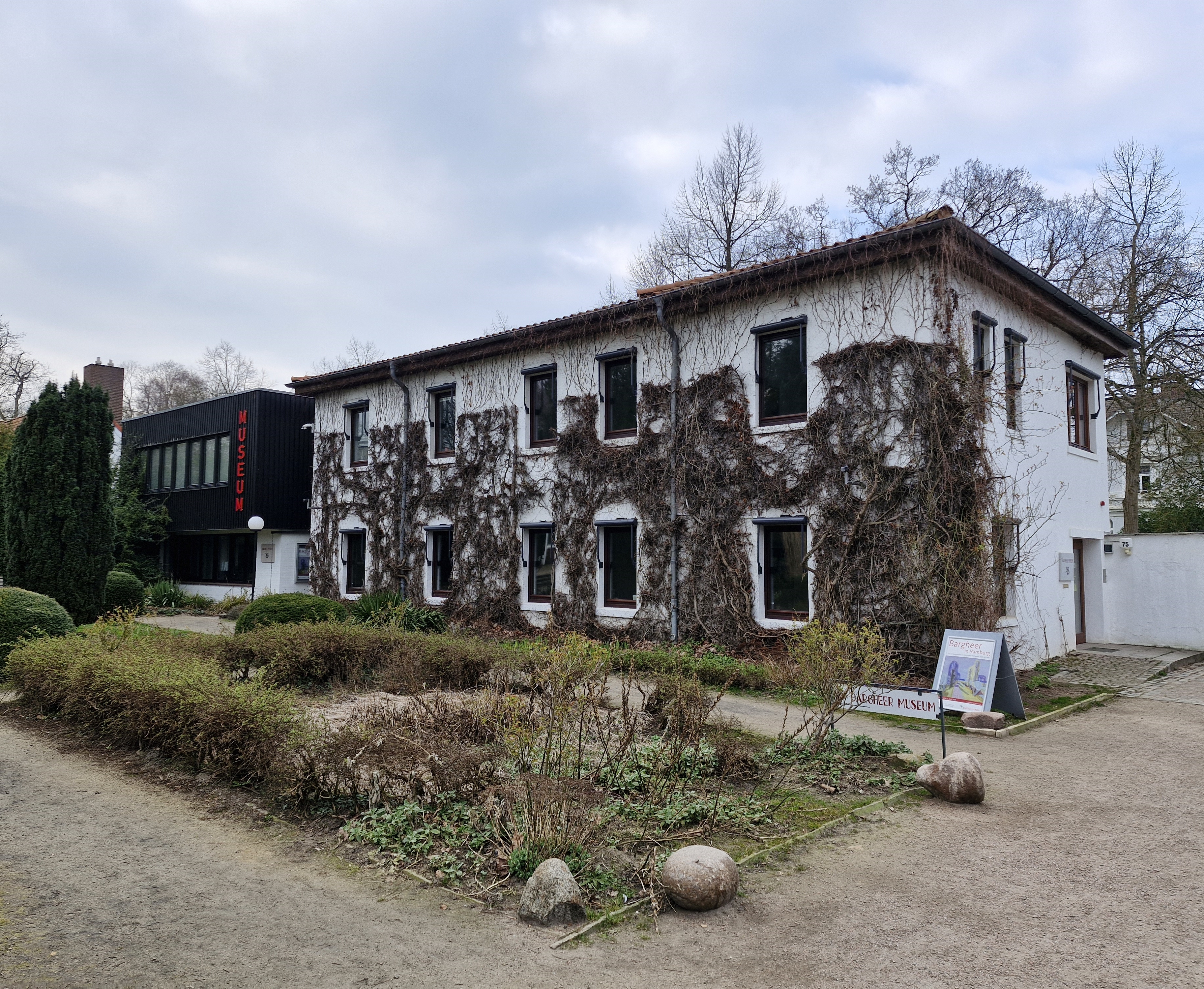

## Eduard Bargheer-Museum im Jenischpark
Nach zehn Jahren Planung eröffnete Hamburgs Bürgermeister Olaf Scholz (SPD) am 29. September 2017 das neue Bargheer-Museum im Hamburger Jenischpark in der unmittelbaren Nähe vom Jenisch-Haus und vom Ernst-Barlach-Haus. Während seines wechselvollen Lebens zwischen Hamburg und Italien schuf Eduard Bargheer zahlreiche Aquarelle, Ölbilder sowie Zeichnungen, Druckgrafiken, Wandmalereien und Glasmosaike. Eine private Stiftung hatte 1,2 Millionen Euro Spendengelder für das neue Museum gesammelt, das im umgestalteten Gartenbauamt im Jenischpark untergebracht ist. Die Eröffnungsausstellung war „Eduard Bargheer, Die Ankunft der Harmonie“.
Die Ausstellung präsentiert in einer ersten Überblicksschau mit Ölbildern, Aquarellen und Grafiken die verschiedenen Schaffensphasen Eduard Bargheers, von seinem von der Elblandschaft geprägten Frühwerk bis zu den überwiegend in Süditalien entstandenen stärker abstrahierenden Werken der Nachkriegszeit. Das reiche Œuvre des schon zu Lebzeiten erfolgreichen Künstlers erschließt sich in einem chronologisch aufgebauten Rundgang.
Die umfangreiche Sammlung und der Nachlass des Künstlers stehen dem Museum zur Verfügung und bilden die Basis für zukünftige Ausstellungen mit Werken Bargheers, seiner Künstlerfreunde und Zeitgenossen. Zusätzlich sollen die Stipendiaten der Eduard Bargheer Stiftung zur Förderung junger Künstler präsentiert werden.

## Rezeption
Marion Gräfin Dönhoff schrieb am 1. Januar 1972 in der Wochenzeitung Die Zeit:
- „Wer über die letzten Jahre das Schaffen Eduard Bargheers... verfolgte, der hat immer wieder von neuem über die ungebrochene Kraft zur Verwandlung gestaunt, die diesen Meister des Aquarells und der Radierung auszeichnet. Mir scheint, es sind drei Eigenschaften die ihn dazu befähigt haben: Seine große Intelligenz, seine dichterische Sensibilität und der nie erlahmende Fleiß, mit dem er die Formwelt der Natur studiert.“[18]

Der Kunsthistoriker Paul Vogt beurteilte Eduard Bargheer 1972 folgendermaßen:
- „In den Werken Bargheers spiegelt sich eine Seite der deutschen Malerei, die neben der gewöhnlich dominierenden Bedeutungstiefe wie ein verführerischer Klang wirkt: ein heller Oberton, dessen Berechtigung keiner ausdrücklichen Legitimierung bedarf.“[19]

Altbundeskanzler Helmut Schmidt schrieb am 3. Februar 2011:
- „Ich habe Eduard Bargheer immer geschätzt. Anläßlich seines Todes schrieb ich 1979 an seine Familie: ‚… Sein künstlerisches Werk, vor allem seine Art, mit bezaubernder Leichtigkeit Landschaften zu vermitteln, haben mich immer fasziniert. Mit Freude haben wir deshalb im August 1977 ein Beispiel seines Empfindens und seines Könnens hier im Bundeskanzleramt in die Auswahl von Werken der bedeutenden deutschen Maler seiner Generation eingereiht.‘“[20]

## Archive

### Archivgut für die Glasmosaiken von Eduard Bargheer
Berlinische Galerie, Landesmuseum für Moderne Kunst, Fotografie und Architektur, Berlin Das Puhl & Wagner-Archiv
- Unterlagen zu Mosaiken von Eduard Barheer: Bestand Eduard Bargheer 249.1.1-8.21, 6/B5/III/1/1-8/21 und Ordner Nr. 103 und zugehörigen Photomappen

#### Archivgut für das Glasmosaik „Sport“
Stadtarchiv Hannover
- Kulturamt: Akte Nr. 170031 (Stadionwand)
- Sport- und Bäderamt: Akten Nr. 198 und 216
- Städtisches Gebäudemanagement: Ordner 521-00-001: 1953–54, 1955–60, 1961–64
- Handakten Hillebrecht: 92g-92h
- Sportpark Masch-Ohe II, 1. Januar 1961–29. Oktober 1968
- Fotomappe: 347/1 Niedersachsenstadion
- div. Planmaterial

Niedersächsisches Hauptstaatsarchiv Hannover
- Dep. 100 Nr. 77 I: Korrespondenz Kestner-Gesellschaft
- Dep. 105 Acc. 2/80 Nr. 182: Nachlass Bernhard Sprengel, Korrespondenz u. a. mit Stadtbaurat Rudolf Hillebrecht
- Dep. 105 Acc. 2/80 Nr. 165: Nachlass Bernhard Sprengel, Korrespondenz über ein abgelehntes bzw. ein durchgeführtes Projekt einer Mosaikwand vor dem Niedersachsenstadion von Fernand Léger bzw. Eduard Bargheer

Berlinische Galerie, Landesmuseum für Moderne Kunst, Fotografie und Architektur, Berlin, Das Puhl & Wagner-Archiv
- Unterlagen zum Glasmosaik Sport finden sich vor allem im Bestand 249.8.1 bis 8.21